# Trofeo Santiago Bernabéu 1981
Fue la III edición del Trofeo Santiago Bernabéu, torneo organizado por el Real Madrid y disputado en el Santiago Bernabéu.

## Participantes
|  | Real Madrid C. F. | Bandera de España             |  | Organizador                               |
|  | Bayern Múnich     | Bandera de Alemania           |  | Campeón del Trofeo Santiago Bernabéu 1980 |
|  | AZ Alkmaar        | Bandera de los Países Bajos   |  | Finalista de la Copa de la UEFA 1980-81   |
|  | Dynamo Tbilisi    | Bandera de la Unión Soviética |  | Campeón de la Recopa de Europa 1980-81    |

## Cuadro
|  | Semifinales             | Semifinales             | Semifinales             |                   |            | Final                   | Final                   | Final                   |  |
|  | 1 de septiembre de 1981 | 1 de septiembre de 1981 | 1 de septiembre de 1981 |                   |            | 3 de septiembre de 1981 | 3 de septiembre de 1981 | 3 de septiembre de 1981 |  |
|  |                         |                         |                         |                   |            |                         |                         |                         |  |
|  |                         |                         |                         |                   |            |                         |                         |                         |  |
|  | AZ Alkmaar              | AZ Alkmaar              | 2 (5)                   |                   |            |                         |                         |                         |  |
|  | AZ Alkmaar              | AZ Alkmaar              | 2 (5)                   |                   |            |                         |                         |                         |  |
|  | Bayern Múnich           | Bayern Múnich           | 2 (4)                   |                   |            |                         |                         |                         |  |
|  | Bayern Múnich           | Bayern Múnich           | 2 (4)                   |                   | AZ Alkmaar | AZ Alkmaar              | 0 (2)                   |                         |  |
|  |                         |                         |                         |                   | AZ Alkmaar | AZ Alkmaar              | 0 (2)                   |                         |  |
|  |                         |                         | Real Madrid C. F.       | Real Madrid C. F. | 0 (4)      |                         |                         |                         |  |
|  | Real Madrid C. F.       | Real Madrid C. F.       | Real Madrid C. F.       | Real Madrid C. F. | 0 (4)      | 4                       |                         |                         |  |
|  | Real Madrid C. F.       | Real Madrid C. F.       |                         |                   |            | 4                       |                         |                         |  |
|  | Dynamo Tbilisi          | Dynamo Tbilisi          | 2                       |                   |            |                         |                         |                         |  |
|  | Dynamo Tbilisi          | Dynamo Tbilisi          | 2                       |                   |            |                         |                         |                         |  |
|  |                         |                         |                         |                   |            |                         |                         |                         |  |

## Semifinales
| 1 de septiembre de 1981 | Bayern Múnich                  | 2:2 (2:1) (4:5 p.)         | AZ Alkmaar                        | Estadio Santiago Bernabéu, Madrid |                      |
| 20:15 (UTC+3)           | - Hoeness 23' - Dürnberger 32' | Reporte                    | - Oberacher 44' - Kist 60' (pen.) | Árbitro(s): Martínez              | Árbitro(s): Martínez |
|                         |                                | Tiros desde el punto penal |                                   |                                   |                      |
|                         | - Hoeness - Horsmann           |                            | - Hovenkamp - Peters              |                                   |                      |

| 1 de septiembre de 1981 | Real Madrid C. F.                                                          | 4:2 (0:1) | Dynamo Tbilisi              | Estadio Santiago Bernabéu, Madrid |                       |
| 22:00 (UTC+3)           | - Stielike 47' (pen.) - Cunningham 72' - G. Hernández 75' - Santillana 79' | Reporte   | - Shengelia 32' (pen.), 69' | Árbitro(s): Schoeters             | Árbitro(s): Schoeters |

## Tercer puesto
| 3 de septiembre de 1981 | Bayern Múnich  | 1:2     | Dynamo Tbilisi                       | Estadio Santiago Bernabéu, Madrid                     |                                                       |
| 20:15 (UTC+3)           | - Breitner 24' | Reporte | - Svanadze 3' - Shengelia 29' (pen.) | Asistencia: 95 000 espectadores Árbitro(s): Pes Pérez | Asistencia: 95 000 espectadores Árbitro(s): Pes Pérez |

El Bayern Múnich se retiró a los 44' en protesta por la expulsión de Rummenigge.

## Final
| 3 de septiembre de 1981 | Real Madrid C. F.                                    | 0:0 (4:2 p.)               | AZ Alkmaar                    | Estadio Santiago Bernabéu, Madrid |                   |
| 22:00 (UTC+3)           |                                                      | Reporte                    |                               | Árbitro(s): White                 | Árbitro(s): White |
|                         |                                                      | Tiros desde el punto penal |                               |                                   |                   |
|                         | - García Cortés - Cunningham - Santillana - San José |                            | - Spelbos - Tol - Kist - Meer |                                   |                   |